# Giappone ai XX Giochi olimpici invernali
Il Giappone partecipò ai XX Giochi olimpici invernali, svoltisi a Torino, Italia, dall'11 al 19 febbraio 2006, con una delegazione di 110 atleti impegnati in quattordici discipline.

## Medaglie
L'unica medaglia del Giappone ai XX Giochi olimpici invernali è stata vinta nel pattinaggio di figura da Shizuka Arakawa, classificatasi prima nella sua specialità con un punteggio totale di 191,34 punti, di cui 66,02 nel corto e 125,32 nel libero.